# Evolvulus elaeagnifolius
Evolvulus elaeagnifolius är en vindeväxtart som beskrevs av Damm. Evolvulus elaeagnifolius ingår i släktet Evolvulus och familjen vindeväxter. Inga underarter finns listade i Catalogue of Life.